# 2012年英格蘭全國羽毛球錦標賽
2012年英格蘭全國羽毛球錦標賽（English National Badminton Championships 2012），是英格蘭國內最高級別的羽毛球比賽。本屆賽事於2012年2月3日-5日在英格蘭博尔顿体育館舉行。

## 項目獎牌榜
以下為各項目的優勝者名單：
| 項目     | 金牌                          | 银牌                          | 铜牌                           |
| 男子單打 | 拉吉夫·欧斯夫                 | 卡尔·巴克斯特                 | 本·贝克曼                      |
| 男子單打 | 拉吉夫·欧斯夫                 | 卡尔·巴克斯特                 | 托比·潘迪                      |
| 女子單打 | 伊丽莎白·卡恩                 | 凯特·罗伯特肖                 | 妮古拉·塞尔方蒂尼              |
| 女子單打 | 伊丽莎白·卡恩                 | 凯特·罗伯特肖                 | 莎拉·沃克                      |
| 男子雙打 | 克里斯·爱德考克 安德鲁·埃利斯 | 克里斯·兰格瑞奇 彼得·米尔斯   | 加里·福克斯 本·斯塔夫斯基      |
| 男子雙打 | 克里斯·爱德考克 安德鲁·埃利斯 | 克里斯·兰格瑞奇 彼得·米尔斯   | Kristian Roebuck 安东尼·克拉克 |
| 女子雙打 | 珍妮·沃尔沃克 加布里·怀特     | 玛里亚纳·阿格基罗 希瑟·奥利弗 | Jessica Fletcher 艾莉莎·林姆   |
| 女子雙打 | 珍妮·沃尔沃克 加布里·怀特     | 玛里亚纳·阿格基罗 希瑟·奥利弗 | 亚历山德拉·兰利 劳伦·史密斯    |
| 混合雙打 | 克里斯·爱德考克 加布里·怀特   | 内森·罗布森 珍妮·沃尔沃克     | 马库斯·埃利斯 希瑟·奥利弗      |
| 混合雙打 | 克里斯·爱德考克 加布里·怀特   | 内森·罗布森 珍妮·沃尔沃克     | 本·斯塔夫斯基 劳伦·史密斯      |